# Costanzo Festa
Costanzo Festa (* zwischen 1480 und 1490 in Piemont; † 10. April 1545 in Rom) war ein italienischer Komponist und Sänger der Renaissance.

## Leben und Wirken

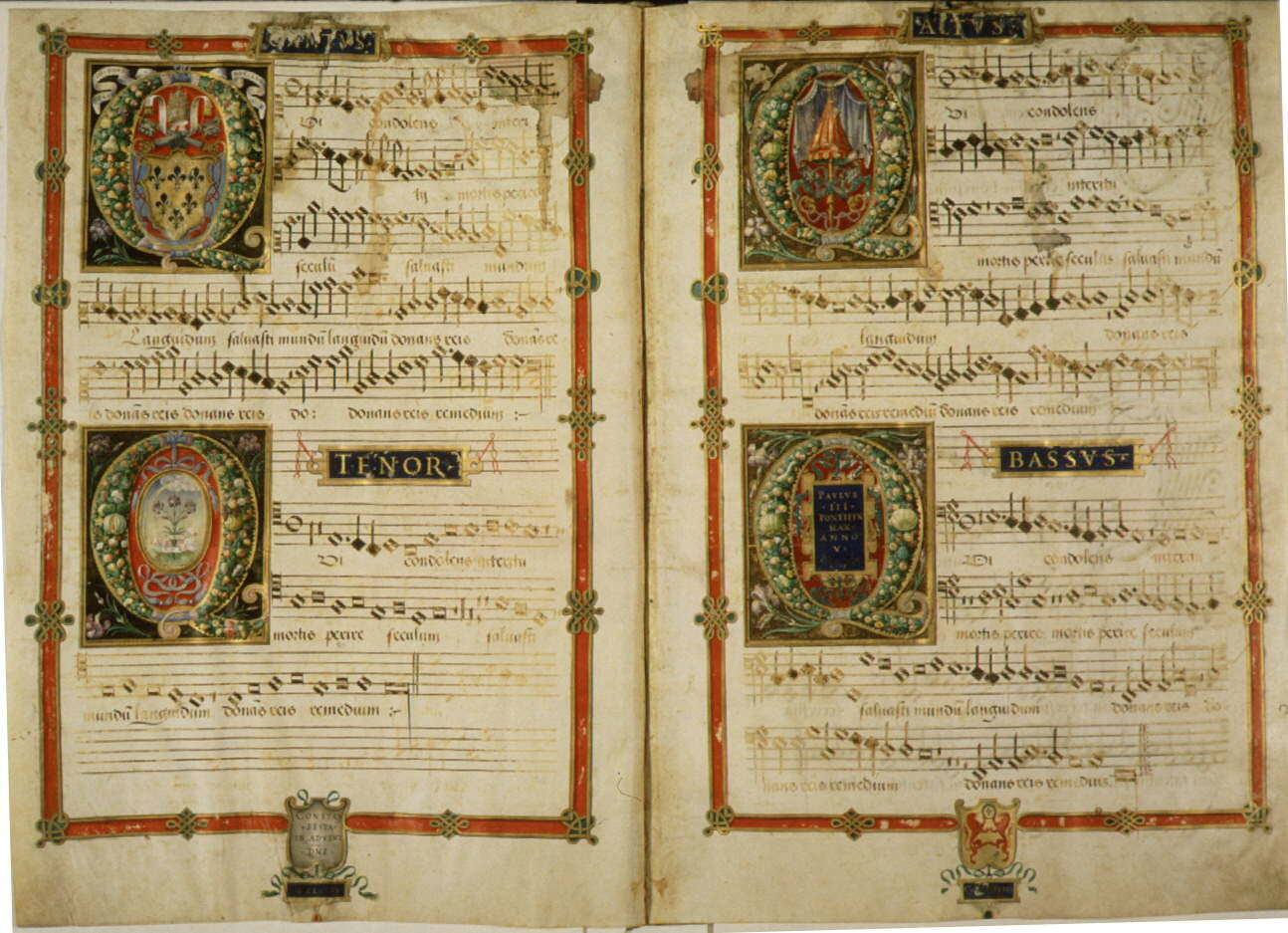
Notenblatt einer Komposition von Costanzo Festa.

Als Geburtsort von Costanzo Festa in der italienischen Provinz Piemont werden entweder die Ortschaften Villafranca oder Saluzzo oder die Stadt Turin angenommen. Indirekt spricht die Tatsache, dass er in Dokumenten der päpstlichen Kurie mehrfach als aus dem Turiner Suffraganbistum Saluzzo stammend bezeichnet wird, für Villafranca als Geburtsort. Verschiedene Indizien deuten auch darauf hin, dass Costanzo ein Bruder oder naher Verwandter von Sebastiano Festa war. Über die ersten 30 Lebensjahre Costanzos gibt es keine gesicherten Informationen; insbesondere das Fehlen einschlägiger Dokumente und die Vieldeutigkeit des überlieferten Materials erschweren der musikhistorischen Forschung eine Rekonstruktion von Costanzo Festas Biographie. Es wurde auch die Ansicht vertreten, dass Festa aus der Toscana stammt, wobei durchaus die Möglichkeit besteht, dass er zwar in der Provinz Piemont geboren wurde, aber schon in seiner Kindheit oder frühen Jugend nach Florenz gekommen ist. Er hätte dort in Heinrich Isaac einen hochrangigen Lehrer der franko-flämischen Musik gefunden. Weil darüber hinaus gesichert ist, dass er sich im März 1514 in Ferrara aufgehalten hat, ist dies ein Indiz dafür, dass Festa in dieser Zeit die bedeutendsten Musikzentren Oberitaliens bereist hat – entweder, um sich vorzustellen oder um sich stilistisch zu vervollkommnen.
Es gibt eine gewisse stilistische Verwandtschaft seiner Werke zu denen des französischen Komponisten Jean Mouton, die sich in der Weise erklärt, dass dessen Werke in dieser Zeit als vorbildlich galten und auch in Italien weit verbreitet waren. Außerdem gibt es Berichte, dass der Sekretär des Marchese Alfonso D’Avalos, Mitglied einer mächtigen neapolitanischen Familie, zusammen mit seinem Bruder Rodrigo von Festa Gesangsunterricht erhalten hat, wobei die Lebensdaten von Alfonso vermuten lassen, dass sich Festa irgendwann zwischen 1510 und 1517 auf Ischia aufgehalten hat. Gesichert ist dann der Eintritt des Komponisten in die päpstliche Kapelle im Jahr 1517 – zumindest nennen die Aufzeichnungen der Kapelle (Sängerliste von 1535) dieses Jahr als Eintrittsjahr. Dabei ist es durchaus möglich, dass er sich schon vorher in Rom aufgehalten hat. Auch während seiner Tätigkeit in Rom scheint er die enge Verbindung mit Florenz bzw. mit der Familie der Medici aufrechterhalten zu haben; insbesondere seine Beiträge in Form von Motetten zu Feierlichkeiten in dieser Familie weisen darauf hin.
Festa scheint der Sixtinischen Kapelle ohne größere Unterbrechungen bis an sein Lebensende angehört zu haben. In verschiedenen Briefen aus Rom klagt er immer wieder über Gicht-Anfälle, und in den Tagebuch-Aufzeichnungen der Kapelle wird öfters über krankheitsbedingte Abwesenheiten berichtet, die auf Grund der Beschreibung auf Malaria hindeuten. Ab Ende der 1520er Jahre ist die musikhistorische Forschung über die näheren Lebensumstände Festas durch den Briefwechsel mit Filippo Strozzi relativ gut informiert. Er hatte auch einen außerehelichen Sohn, geboren am 30. Juli 1528, dessen Patenschaft Strozzi übernommen hatte. Festa besaß auch eine Pfründe in der Stadt Savona – ein Hinweis darauf, dass Festa auch die Priesterweihe hatte. Größere Schuldenprobleme veranlassten ihn 1536, seine Magnificat- und Hymnen-Kompositionen zu veröffentlichen; der venezianische Senat hatte ihm darüber hinaus im Jahr 1538 ein zehnjähriges Privileg zum Druck seiner Werke erteilt. Mit bemerkenswerter Ausführlichkeit wird in der Chronik der Sixtinischen Kapelle mit Datum vom 10. April 1545 des Ablebens von Costanzo Festa gedacht; er wird hier als »Musicus excellentissimus et cantor egregius« bezeichnet. Noch über 20 Jahre nach seinem Tod erfreuten sich seine Werke einer allgemeinen Wertschätzung – dies geht aus den zahlreichen Neuauflagen seiner Werke in Sammeldrucken hervor.

## Bedeutung
Costanzo Festa war in den 1530er und 1540er Jahren der herausragende Komponist der päpstlichen Kapelle. Nicht zuletzt geht das aus der musikalischen Überlieferung der Sixtinischen Kapelle in dieser Zeit hervor, in der Johannes Parvus, der zuständige Schreiber, unter Festas Aufsicht eine Reihe von Chorbüchern zusammengestellt hat, welche die bedeutendsten und umfangreichsten Manuskripte des Komponisten auf dem Gebiet der geistlichen Musik enthalten. In der Missa de Domina nostra von Festa sind die Marientropen nachträglich herausgenommen worden, weil diese im Tridentinischen Konzil untersagt worden sind; dies weist darauf hin, dass diese Messe auch nach diesem Konzil in der päpstlichen Kapelle aufgeführt wurde. Spätere Belege aus der Kapelle zeigen, dass manche Werke von Costanzo Festa bis ins 18. Jahrhundert, vereinzelt sogar bis ins 19. Jahrhundert zum festen Repertoire dieser Kapelle gehört haben.
Die geistliche Musik Festas liegt weit überwiegend in handschriftlicher Form vor; ausgenommen davon sind die acht Magnificat-Kompositionen, während die Madrigale vorwiegend gedruckt vorliegen. Allerdings ist ein erheblicher Teil der in der Gesamtausgabe (1962 bis 1979, Hänssler-Verlag, Neuhausen-Stuttgart) erschienenen Werke wegen der unsicheren Zuschreibung vieler Kompositionen bzw. wegen ihrer Klassifizierung als anonyme Werke nur teilweise als von Festa zu betrachten. Einige seiner Motetten, die in Briefen, privaten Aufzeichnungen oder Inventaren erwähnt sind, scheinen zwischenzeitlich verloren gegangen zu sein; hierzu gehört auch die von dem dänischen Musikwissenschaftler Knud Jeppesen im Jahr 1955 erwähnte Motette über das Motto »Plus ultra« von Kaiser Karl V.
Bei der Suche nach einer Aussage über den Stil von Festras Ordinariums-Vertonungen zeigt sich, dass dafür die Überlieferungsbasis zu schmal und zu unsicher ist; hinzu kommt die Tatsache, dass jede der vier dem Komponisten zuzuordnenden Messen einen anderen Typus darstellt. Einen Sonderfall stellt in diesem Zusammenhang die Messe »Et in terra pax« dar: Festa schrieb diese Parodiemesse über ein mehrstimmiges Gloria von Heinrich Isaac, welches hier an der passenden Stelle zitiert wird. Zu erwähnen ist auch die »Missa carminum«, die, falls man sie überhaupt als Festas Werk gelten lassen will, an entsprechende Vorbilder etwa von Jacob Obrecht anknüpft; diese Messe fällt auf durch ihre enorme Dichte von Zitaten und Anspielungen, was eine weitgehende Vertrautheit des Komponisten mit dem Chanson-Repertoire seiner Zeit voraussetzt.
In den Motetten Festas zeigt sich die Nachwirkung der Tenormotette, wie sie in der vorangegangenen Zeit insbesondere von Josquin so charakteristisch gepflegt wurde. Auffallend in Festas Tenormotetten ist das satztechnische Geschick, mit dem er einen, gelegentlich auch zwei Cantus firmi in das fünf- oder mehrstimmige Gewebe einbaut und damit eine profunde Kenntnis der bedeutendsten Vorbilder der Zeit um 1500 verrät; darüber hinaus schlägt die geradezu sinnliche Eleganz dieser Kompositionen eine Brücke zu den späteren Werken der Römischen Schule bis zu Palestrina. Besonders hervorzuheben ist auch die Fähigkeit des Komponisten, hier bei geringer Stimmenzahl und zwanglos durchgehaltener kontrapunktischer Strenge einen derart euphorischen Vollklang zu verwirklichen. Die Magnificats von Festa entsprechen der Tradition dieser Werke in der päpstlichen Kapelle, wie sie schon von Cristóbal de Morales oder Carpentras bekannt waren. In Festas Bearbeitungen sind hier insbesondere bei den jeweiligen Schluss-Strophen die Stimmen teilweise in kunstvollen Kanons miteinander verschränkt. Nachdem Festa und auch seine Kollegen der Cappella Sistina in den Magnificats anstatt wie sonst üblich nur die gerad- oder ungeradzahligen Strophen alle zwölf vertont hat, führte das zu Spekulationen, dass in der päpstliche Kapelle damals ein Magnificat von zwei Chören im Wechsel vorgetragen wurde. Die musikhistorische Wissenschaft ist sich jedoch einig, dass dies zwar nicht auszuschließen sei, jedoch nach den vorliegenden Quellen keineswegs zwingend so gewesen sein muss. Festas Magnificat-Vertonungen haben etliche Jahre nach seinem Tod eine weit über Rom hinaus reichende Verbreitung gefunden durch eine bei Scotto in Venedig im Jahr 1554 erfolgte Veröffentlichung mit dem Titel Magnificat. Tutti gli otto toni, a quattro voci. Composti da Constantio Festa.
Nach Guillaume Dufay und Johannes Martini gehört Costanzo Festa zu den Komponisten, die zwischen 1535 und 1545 erneut Zyklen von Hymnen für das ganze Kirchenjahr geschrieben haben und die gegen Ende der 1530er Jahre offenbar die betreffenden Werke von Dufay ersetzt haben; diese Hymnen blieben nahezu 50 Jahre im Repertoire der päpstlichen Kapelle und wurden danach allmählich von den Hymnen Palestrinas abgelöst. Zusammen mit Morales und Carpentras gehört Festa auch zu den ältesten Komponisten, die mehrstimmige Werke liturgischer Gesänge für die Karwoche geschrieben haben. Die päpstliche Kapelle verfügte offenbar über eine deutlich größere Zahl von Lamentations-Vertonungen Festas, als dies heute der Fall ist, nachdem im sechsten Band seiner Gesamtausgabe neuere Quellen veröffentlicht wurden. In Festas Lamentationen zeigt sich im Gebrauch von textdarstellenden Mitteln eine für diese Zeit ungewöhnliche Nähe zum Text, und zwar durch die Behandlung von Dissonanzen und durch eine Harmonik, die zeitweise mit Querständen arbeitet.
Costanzo Festa gilt als der einzige italienische Komponist, der an der Entstehung des Madrigals des 16. Jahrhunderts maßgeblichen Anteil hatte. Im ersten Druck dieser Art, »Madrigali del diversi musici lib. primo de la serena« (Rom 1530) hatte Festa ein Stück beigesteuert, und auch in den Folgejahren kamen Madrigale Festas in zahlreichen Sammeldrucken heraus, wodurch diese Gattung zu einer schnellen Verbreitung kam. Auch hier fallen, wie bei den Motetten, die vielen nur dreistimmigen Werke auf. Diese Madrigale zeichnen sich darüber hinaus durch die große Bandbreite unterschiedlicher Satzstile aus; gerade die höherstimmigen Werke verwenden motettische Muster und zeigen eine Ähnlichkeit mit den Madrigalen von Philippe Verdelot. Dagegen weisen seine geringstimmigen Madrigale oft eine mehr akkordische und am Textrhythmus orientierte Deklamation auf. Schon zu Beginn der musikalischen Geschichte des italienischen 16. Jahrhunderts ging Festa hier in eine Richtung, die mehr als zwei Generationen später in den betreffenden Werken von Luca Marenzio und Claudio Monteverdi zu der sogenannten seconda pratica führen sollte.
Festa gilt unbestritten als der bedeutendste italienische Komponist seiner Zeit – nicht nur im Hinblick auf die Qualität seiner Werke, sondern auch wegen der enormen Breite seines Schaffens, welches alle Gattungen der vokalen Kunstmusik im ersten Drittel des 16. Jahrhunderts umfasst – allenfalls mit Ausnahme der französischen Chanson. Er kann deshalb als einer der Begründer der Römischen Schule gelten.

## Werke (summarisch)
Gesamtausgabe: Costanzo Festa, Opera omnia, hrsg. von A. Main und A. Seay, 8 Bände, Neuhausen-Stuttgart 1962–1979 (= Corpus mensurabilis musicae Nr. 25; Band I: Messen, Band II: Magnificat, Band III-V: Motetten, Band VI: Lamentationen und Litanei, Band VII-VIII: Madrigale)
- Messen und Messenteile
  - 3 Messen
  - 1 Credo
  - 4 »Benedicamus Domino«
  - 1 Messe zweifelhafter Zuschreibung (auch Andreas de Silva zugeschrieben)
- 27 Vesperhymnen
- Magnificats
  - 2 Magnificats
  - 1 kompletter Zyklus mit 8 Magnificats
  - 4 Magnificats (primi, tertii, sexti, octavi toni)
  - 1 »Sicut locutus«
- Weitere liturgische Vertonungen
  - 1 »Domine non secundum«
  - 10 Lamentationen
  - 1 »Libera me Domine«
  - 1 »Lumen ad revelationem gentium«
  - 1 »Te Deum laudamus«
  - 2 Miserere (Autorschaft Festas zweifelhaft, ohne Zuschreibung)
  - 1 Litanei zweifelhafter Zuschreibung (auch Costanzo Porta zugeschrieben)
- Motetten
  - 58 Motetten sicherer Zuschreibung
  - 3 Motetten unsicherer Zuschreibung
- Madrigale
  - 1 sechsstimmiges Madrigal
  - 11 fünfstimmige  Madrigale
  - 72 vierstimmige Madrigale
  - 40 dreistimmige Madrigale
  - 1 zweistimmiges Madrigal

## Ausgaben
- Costanzo Festa, sacrae cantiones, hrsg. von E. Dagnino, Rom 1936 (= Monumenta polyphoniae italicae Nr. 2)
- Costanzo Festa, Hymni per totum annum, hrsg. von G. Haydon, Rom 1958 (= Monumenta polyphoniae italicae Nr. 3)
- 2 Motetten und Missa diversorum tenorum. In: Italia sacra musica, hrsg. von Knud Jeppesen, 3 Bände, Kopenhagen 1962